# Райони на община Пловдив
Районите на община Пловдив са съставни административно-териториални единици, с изградена инфраструктура с районно значение.
През 1969 г. в територията и землищните граници на Пловдив се включват землищата на селата Коматево и Прослав, които стават квартали на Пловдив. Няколко години по-късно започва изграждането на нов квартал – Тракия.
Със Закона за териториалното деление на столичната община и големите градове се урежда териториалното деление на столичната община и градовете в България с население над 300 хил. души. По смисъла на този закон градовете с население над 300 000 души са Пловдив и Варна.
По силата на закона през 1995 г. в Пловдив се създават шест района със следните наименования:
1. Централен (район на Пловдив)
2. Източен (район на Пловдив)
3. Западен (район на Пловдив)‎
4. Северен (район на Пловдив)
5. Южен (район на Пловдив)‎
6. Тракия (район на Пловдив)‎